# Hong Kong en los Juegos Paralímpicos de Atlanta 1996
Hong Kong estuvo representado en los Juegos Paralímpicos de Atlanta 1996 por un total de 25 deportistas, 20 hombres y cinco mujeres.

## Medallistas
El equipo paralímpico hongkonés obtuvo las siguientes medallas:
| Nombre                                                      | Deporte                    | Evento                         |
| ----------------------------------------------------------- | -------------------------- | ------------------------------ |
| Oro                                                         |                            |                                |
| So Wa Wai Chan Shing Chung Chao Kwok Pang Cheung Yiu Cheung | Atletismo                  | 4 × 100 m T34-37 masculino     |
| Cheung Wai Leung                                            | Esgrima en silla de ruedas | Espada individual A masculino  |
| Cheung Wai Leung                                            | Esgrima en silla de ruedas | Florete individual A masculino |
| Cheung Wai Leung Chui Man Fai Kwong Wai Ip Tai Yan Yun      | Esgrima en silla de ruedas | Espada por equipos masculino   |
| Chan Kam Loi Chan Sze Kit Cheung Wai Leung Lau Sik          | Esgrima en silla de ruedas | Florete por equipos masculino  |
| Plata                                                       |                            |                                |
| Tang Lai                                                    | Bolos sobre hierba         | Individual LB7/8 femenino      |
| Chan Kam Loi Chan Sze Kit Chui Man Fai Tai Yan Yun          | Esgrima en silla de ruedas | Sable por equipos masculino    |
| Kwong Kam Shing                                             | Tenis de mesa              | Individual 5 masculino         |
| Wong Pui Yi                                                 | Tenis de mesa              | Clase abierta 1-5 femenino     |
| Fung Yuet Wah Wong Pui Yi                                   | Tenis de mesa              | Equipo 3-5 femenino            |
| Bronce                                                      |                            |                                |
| Cheung Yiu Cheung                                           | Atletismo                  | 400 m T36 masculino            |
| Chiu Lun                                                    | Bolos sobre hierba         | Individual LB3-5 masculino     |
| Chan Kam Loi                                                | Esgrima en silla de ruedas | Florete individual A masculino |
| Tai Yan Yun                                                 | Esgrima en silla de ruedas | Sable individual A masculino   |
| Fung Yuet Wah                                               | Tenis de mesa              | Clase abierta 1-5 femenino     |